# Juan Downey
Juan Downey Alvarado (Santiago de Chile, 11 de mayo de 1940 – Nueva York, 9 de junio de 1993) fue un artista multidisciplinario chileno, pionero del videoarte y el arte interactivo.

## Biografía
Juan Downey nació en Santiago, Chile en 1940. Estudió en la Pontificia Universidad Católica de Chile, obteniendo su Título en Arquitectura en 1964. En 1961, viajó a Europa para fortalecer sus estudios, viviendo un par de meses en Barcelona y después en París, estudiando durante tres años en la escuela de arte Atelier 17.
En 1965, Downey viajó a Washington D. C. con el fin de presentar algunos de sus trabajos, pero decidió quedarse en Estados Unidos, viviendo en DC unos años más, hasta mudarse a la ciudad de Nueva York en 1969, donde permaneció hasta su fallecimiento a causa de cáncer en 1993, a la edad de 53 años.

## Carrera
Los primeros trabajos que Juan Downey exhibió en Estados Unidos, pertenecían a la forma de arte interactivo, uno de ellos era la obra Against Shadows (1968).  Se trata de una escultura que incluía una caja cúbica puesta en el suelo conectada a un panel de luces colocado en el muro adyacente, el cubo contaba con un sensor que detectaba las sombras producidas encima de ella, y las enviaba como información hacia el panel que replicaba la sombra mediante el uso de luces.
Después de establecerse en Nueva York, Downey se unió al grupo Radical Software y al colectivo Raindance, los cuales fueron los primeros exponentes en utilizar el vídeo como medio artístico. Del mismo modo, el artista comenzaría a elaborar sus propias obras en vídeo a inicios de la década de 1970, lo que le iría dando reconocimiento como pionero del videoarte.
En 1973, Downey inició la videoinstalación Trans Americas, que consistía en una serie de vídeos que captaban las diferentes áreas del continente americano grabados con una cámara Sony Portapak. La primera serie de vídeos fue desarrollada de 1973 a 1976, y la segunda de 1976 a 1977.

## Legado
En 1998 el Instituto Valenciano de Arte Moderno, Centro Julio González de Valencia, España, acogió una de las mayores retrospectivas realizadas hasta esa época de su obra.
En el año 2006 el Museo Nacional Centro de Arte Reina Sofía presentó la exhibición Primera Generación, el arte de la imagen en movimiento, 1963-1986”, la cual incluyó la obra de Juan Downey.
En Chile, y a modo de homenaje, el Concurso de Creación de Video y Artes Electrónicas de la Bienal de Video y Artes Mediales, lleva el nombre de este importante artista. El objetivo es conmemorar a uno de los pioneros de la experimentación de arte y tecnología, generar una continuación a su memoria a través de la divulgación de su trabajo e inspirar a las generaciones futuras manteniendo vivo su legado.
En agosto de 2014 se funda el Centro de Arte Digital en memoria de Juan Downey; Organización de carácter experimental y académico, orientada a la investigación y creación de artes digitales y nuevos medios. Ubicada en Puerto Varas, Chile.

## Exhibiciones
Juan Downey fue creador de más de 40 obras. Sus videocintas, dibujos, performance e instalaciones han sido exhibidas en exposiciones individuales en el Corcoran Gallery of Art de Washington D.C.; en el Whitney Museum of American Art en Nueva York; el Jewish Museum, Nueva York; en San Francisco Museum of Modern Art; el Contemporary Art Museum de Houston; el Institute of Contemporary Art en Boston; el International Center of Photography en Nueva York; y el Schlessinger-Boissante Gallery en Nueva York.
El trabajo de Downey también ha sido incluido en exhibiciones colectivas en el Museum of Modern Art en Nueva York; en Documenta 6 de Kassel, Alemania; en las bienales del Whitney Museum of American Art de Nueva York; en el Stedelijk Museum en Ámsterdam; en la Bienal de Venecia; y en el World Wide Video Festival en La Haya, Holanda.

## Obras

### Arte interactivo
- Against Shadows, 1968
- In Invisible Energy Dictates a Dance Concert, 1969-1970
- Three-Way Communication by Light, 1972
- Plato Now, 1973

### Arte performance
- Imperialistic Octopus, 1972
- Energy Fields, 1972
- Video Trans Americas Debriefing Pyramid, 1974

### Video art
- Fresh Air, 16 min., 1971
- Plato Now, 30 min., 1972
- Monument to the Charles River, 27 min., 1973
- Rewe, 1991

#### Video Trans Americas
La primera serie de la instalación, desarrollada entre 1973 y 1973, contó con los siguientes vídeos:
- Rumbo al Golfo, 27 min., 1973
- Zapoteca, 27 min., 1973
- Yucatán, 1973
- Chile, 13 min., 1974
- Guatemala, 27 min., 1973
- New York/Texas I & II, 27 min., 1974
- Nazca I & II, b/w 11 min., 1974
- Lima/Machu Picchu, 27 min., 1975
- Cuzco I & II, 1976
- Inca I & II, 1976
- Uros I & II, 1975
- La Frontera I & II, 1976

Los vídeos de la segunda serie, desarrollada entre 1976 y 1977 fueron:
- Inca Split, 1976
- Bi-Deo, 1976
- In the Beginning, 1976
- Guahibos, color, 26 min. 1976
- Yanomami Healing I, 1977
- Yanomami Healing II, 1977
- The Circle of Fires, 1978
- More Than Two, 1978
- The Abandoned Shabono, 1979
- The Laughing Alligator, 1979
- Chiloe, color, 18 min., 1981
- Chicago Boys, color, 16 min., 1982–83
- About Cages, 1986
- The Motherland, 1986
- The Return of the Motherland, 1989